# Enclisis schwarzi
Enclisis schwarzi là một loài tò vò trong họ Ichneumonidae.